# Apolodoro de Termeso
Apolodoro de Termeso (en griego Ἀπολλόδωρος Apollodoros; nacido en Termeso hacia el siglo II aC) fue un escritor griego que Artemidoro denomina ἀνὴρ ἐλλόγιμος (un hombre insigne), y le atribuye un libro sobre interpretación de los sueños, tema del que era un gran especialista. Probablemente ejerció la oniromancia.